# Esplanada (ort)
Esplanada är en ort i Brasilien.   Den ligger i kommunen Esplanada och delstaten Bahia, i den östra delen av landet, 1 200 km öster om huvudstaden Brasília. Esplanada ligger 156 meter över havet och antalet invånare är 18 859.
Terrängen runt Esplanada är platt. Esplanada är det största samhället i trakten.
Omgivningarna runt Esplanada är huvudsakligen savann. Runt Esplanada är det ganska glesbefolkat, med 34 invånare per kvadratkilometer.